# 春池

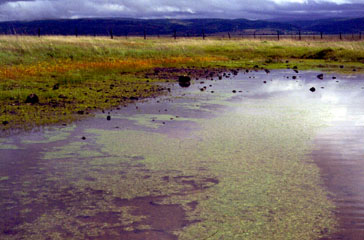
位於美國加利福尼亚州的春池

春池（英語：Vernal pool）是季節性的池塘，屬於濕地的一種。而春池內通常沒有魚類，因此兩棲動物和昆蟲可以在無掠食者的情况下安全發育。
春池常現於如落葉林、草原、沿海灌木叢和大草原等的各種地區。此種水池多在地中海式气候的地區可見，但也會出現在其他氣候的地区中。

## 形成與發展

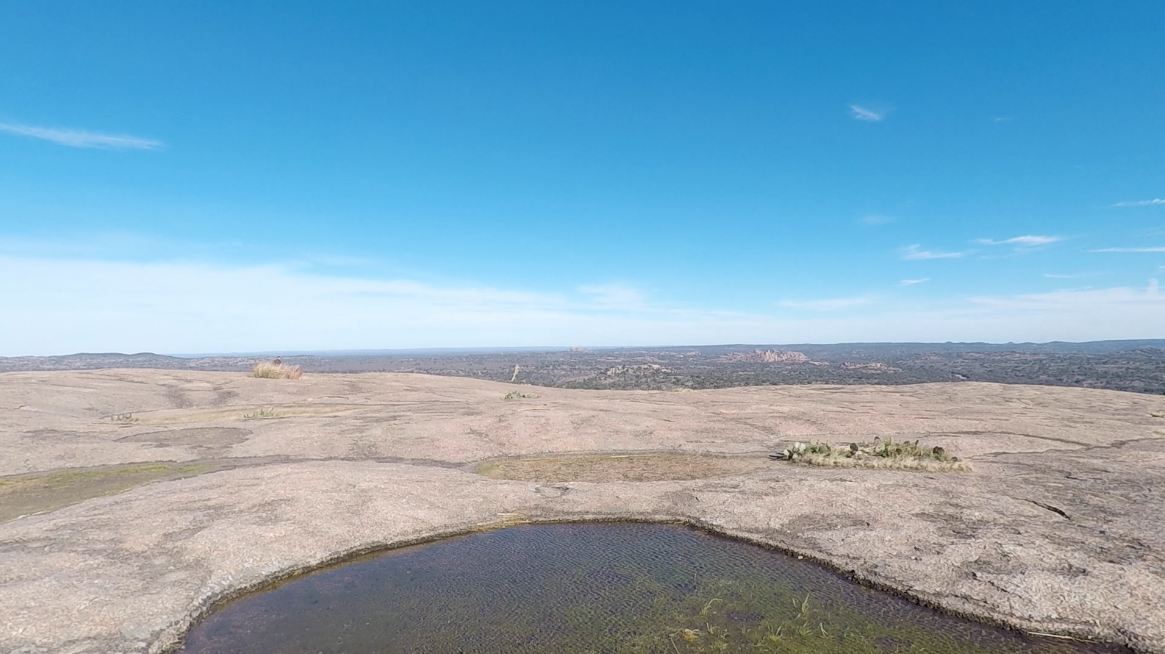
著魔岩上的春池。

春池通常在冬、春天時因降雨、融雪或高處的地表逕流而形成，隨後因蒸發而逐漸消失。 春池通常是地中海型氣候的特徵，但也出現在許多其他生態系統中，例如加拿大地盾的森林地區、美國東北部。 春季水池可能在森林中形成，但它们更常出現在草原。春季池有利於本地物種，因為許多非本地物種無法忍受環境條件的極端季節性變化。
一些春池底部有不透水的黏土層（也稱為硬土層），可以減少水滲透。 它可以防止水排入較低的土壤層，令水緩慢蒸發，並使春池不易乾涸。這是春池周遭植物群落發展的關鍵因素，因為它使水邊的土壤保持濕潤，以利春季植物生長。而水池中心則更易蓄水，從而導致植物群落的分區隨著水位高低而有分別。該黏土層還允許水池有足夠長的時間以防止高地物種的發育，同時有足夠的時間以防止水生植物物種的佔領。 
春池與季節性濕地有部分不同，季節性濕地通常具明確入水及出水口。 因為季節性濕地由較大的流域供水。因此季節性濕地富含溶解礦物質， 且侵蝕及堆積較明顯。较小的春池的低溶解矿物质浓度可能缺乏營養，且因池中植物行光合作用時吸收二氧化碳導致池水pH值快速变化，因此缓冲能力较差。 
春池之所以如此命名，是因它们通常在春天時水深最深（Vernal源於拉丁文之「春天」）。春池在各地有不同名稱，具體取决于它们所在的地区。雖然春池遠小於旱湖或草原坑漥，但它們都有季節性的水位變化。 有些人認為旱湖與春池不同，因为在蒸发率高的地区，沙漠旱湖具較大的封闭流域，会产生较高浓度的溶解矿物质，其盐度和鹼度有利于不同的物种。普拉亚斯被淹没的频率可能低于春季水池，而且淹没通常与不利于植物生长的寒冷天气同时发生。 

## 生態
春池在蓄滿水時充滿生機，是許多兩棲類和無脊椎動物物的重要繁殖地， 例如青蛙和蟾蜍以及一些蠑螈。水蚤和無甲目動物居於春池中，後者經常被用作春池的生物指標。
春池可能没有鱼，但在非洲大草原的春池，鱂魚及其鳃足类甲壳类猎物可藉由能在乾燥環境生存的卵在乾涸的春池中生存。有些鳉鱼只需要三到六周就成熟，以利在春池乾涸前繁衍。 
春池中的一些物種瀕臨滅絕。被稱作仙女蝦的無甲目動物，它們在水中開始孵化大約需要30個小時，需要50天才能成熟。 在春天，卵孵化並進入休眠狀態。 不同的春天池中有不同類型的神仙蝦，因為這些池子非常孤立。
某些植物物种也与春季水池有关，尽管特定物种取决于生态区域。例如，南非春池的植物区系与美國加州春池的植物区系不同，它们具有特征性的无鼻甲纲，例如各种分支杆菌属物种。在北方一些地区，蝌蚪虾比较常见。由于棲息地破壞，一些春池生物受到威脅。 

## 棲息地的喪失
加州約百分之90的春池生態系統在近幾年被破壞。 中央山谷春池栖息地面临的主要威胁是农业、都市化、水文变化、气候变遷以及牲畜放牧管理不当。他们对气候和土地利用变化很敏感。

### 復育
因豐富的生態多樣性，春池是重要的復育目標。但人工春池與天然形成的春池在形狀及坡度上的不同而難以模仿。

### 緩解
緩解，即以透過建設人工棲地減輕對原棲地進行開發的影響。但春池因其特殊性而難以透過此方法復育。

## 土壤
任何蓄滿雨水的窪地都可能形成春池，故其營養物質和營養鹽含量低。  在許多情況下，它們含有在各種土壤類型上形成含有淤泥和粘土的草地，通常覆蓋著一層交織的鬚根和枯葉。 存在的土壤類型往往與當地土壤類型和水池的水文有關。 較細的土壤（如粘土、淤泥和淤泥）在棲息環境中更為常見，而與地下水位連接更緊密的水池則有更粗的土壤（如沙子或礫石）。 它們可以形成洪水地區特有的含水土壤，包括有機物的積累，但這在乾旱地區可能不會發生。 在某些情況下，堅硬的池層會導致水池中積水。 硬质粘土盆地由于颗粒尺寸小而积聚水，因此孔隙率降低。令春季水池得以形成。

## 植物相

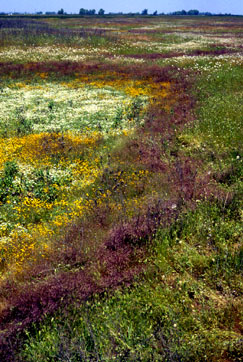
春池旁的花朵

春池中的生态系统可能包括适应独特环境条件的世界分布物种和特有種，當中有大量珍稀、濒危物種。 這些條件包括濕度、鹽度即較少競爭者。 其地形也有利春池群落中的物種分佈，其中較早開花的植物比較晚開花的物種更有可能在較高處發現。 許多春池植物都埋有種子，這些種子會落在土壤中。 不同的物種適合不同的濕度水平，當水從水池邊緣蒸發時，可以看到獨特的物種分區。 大多數水池每年都會沉積樹葉，這對於維持當地的生命至關重要，因為樹葉碎屑分解後可產生營養物。
多年生植物无法度過洪水时期、湿地植物无法度過枯水期。故春池是一个独特的栖息地，为陆地和水生植物提供了庇护所。当白天光合作用耗尽溶解的二氧化碳时，像豪氏水韭和东爪草等春池物种会利用景天酸代谢在夜间收集二氧化碳。春池有利于一年生植物，其中一些具有独特适应能力的多年生植物会遭受与一年生繁殖类似的大量死亡。一年生植物约占春季池植物群的 80%。
春池經常受到開發的威脅。 大多數水池被改造成住宅區、道路和工業園區。 故現今多數現存的春池都位於受保護的或私人的土地上，例如国家公园和牧场。

## 動物相

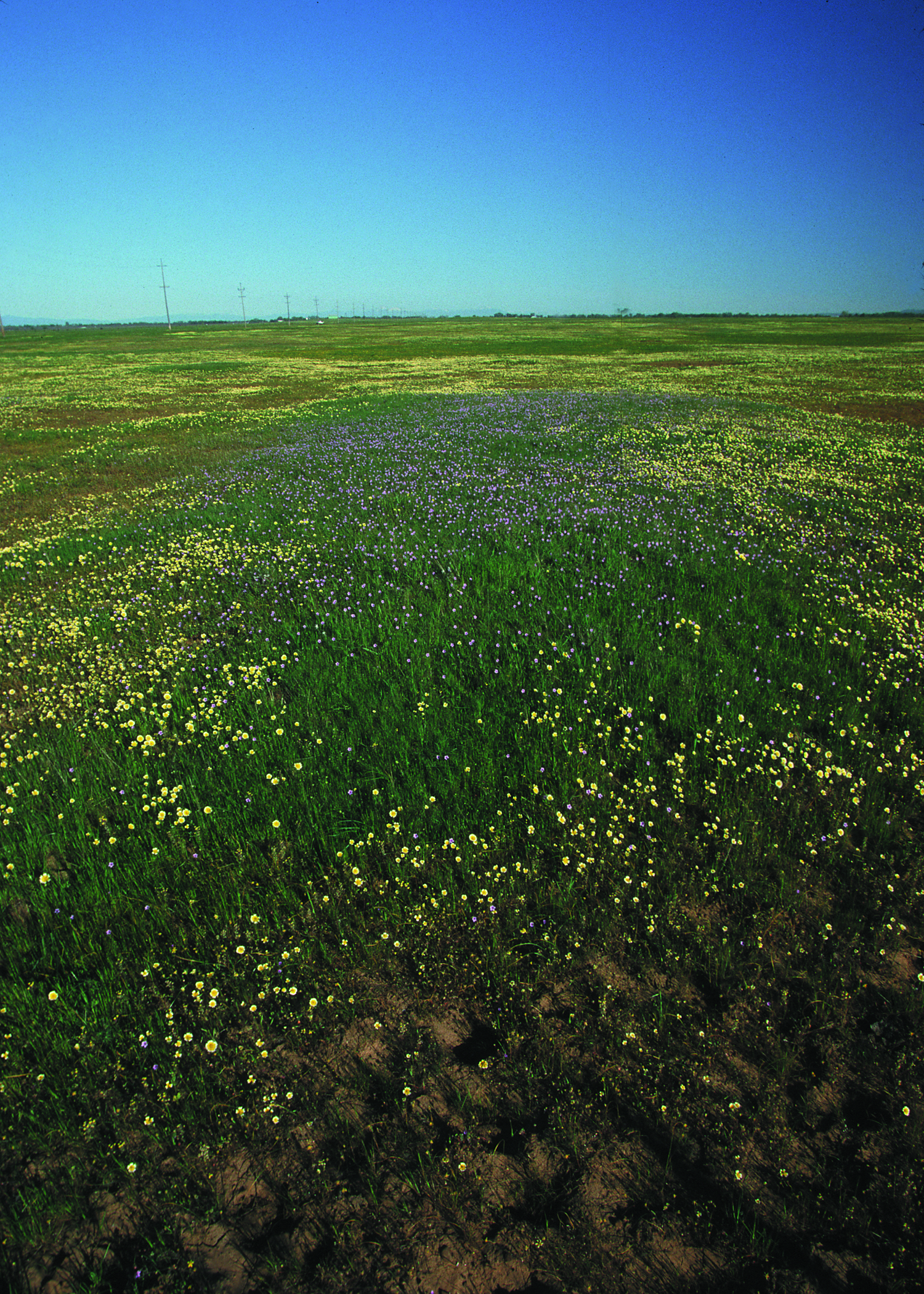
北加州的春池

許多只在春池中繁殖的兩棲動物一生的大部分時間都在離春池數百英尺內的範圍度過。 卵產在春季池中，兩三個月後離開春池，直到第二年春天才返回繁殖。 因此，春天水池周圍遭對於這些物種的生存至關重要。
其他一些物种，特别是無甲目 及其近亲，产下的卵能够进入隐生状态，並在春池蓄水时孵化。并且动物生命周期的任何阶段都不会离开水池，除非卵被动物攜播、风或罕见的洪水意外運至它地。 
春天的水池可以作為候鳥的臨時棲息地，尤其是在加州。 這些水池中豐富的無脊椎動物族群為鴨子、蒼鷺、白鷺、鴴和許多其他物種提供食物。 

## 外部連結
- Sacramento Splash - Vernal Pools of Mather Field （页面存档备份，存于）
- 麻薩諸塞州漁業和野生動物部門 - 春池 （页面存档备份，存于）
- 加州春池 （页面存档备份，存于）
- 春池协会 （页面存档备份，存于）
- 杰普森草原保护区 （页面存档备份，存于）
- 安大略省春池协会 （页面存档备份，存于）